# Lonicera etrusca
Lonicera etrusca Santi, la madreselva etrusca, es una especie arbustiva trepadora del género  Lonicera perteneciente a la familia de las Caprifoliáceas. Es autóctona del sur de Europa.

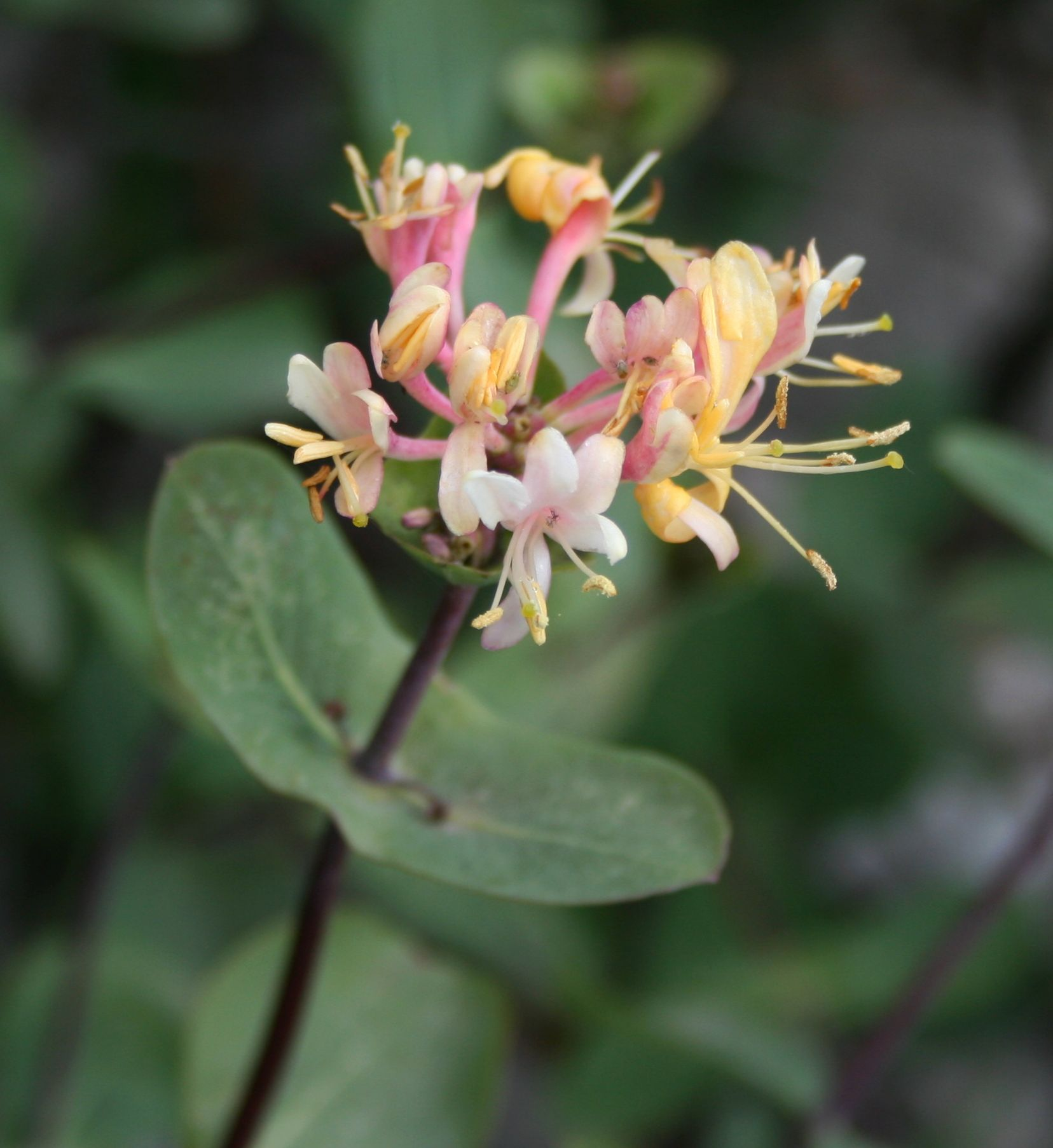
Detalle de la flor

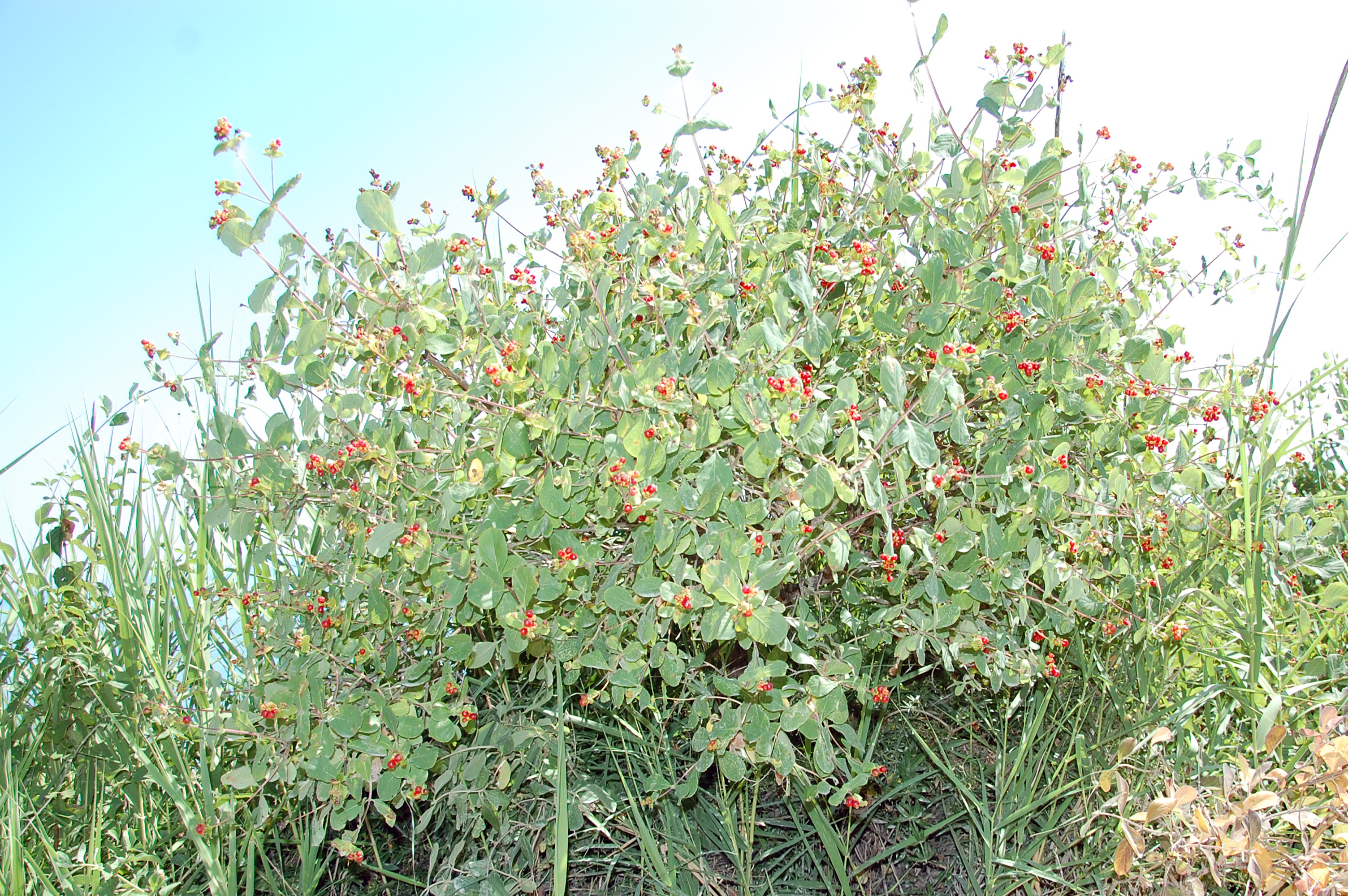
Vista de la planta

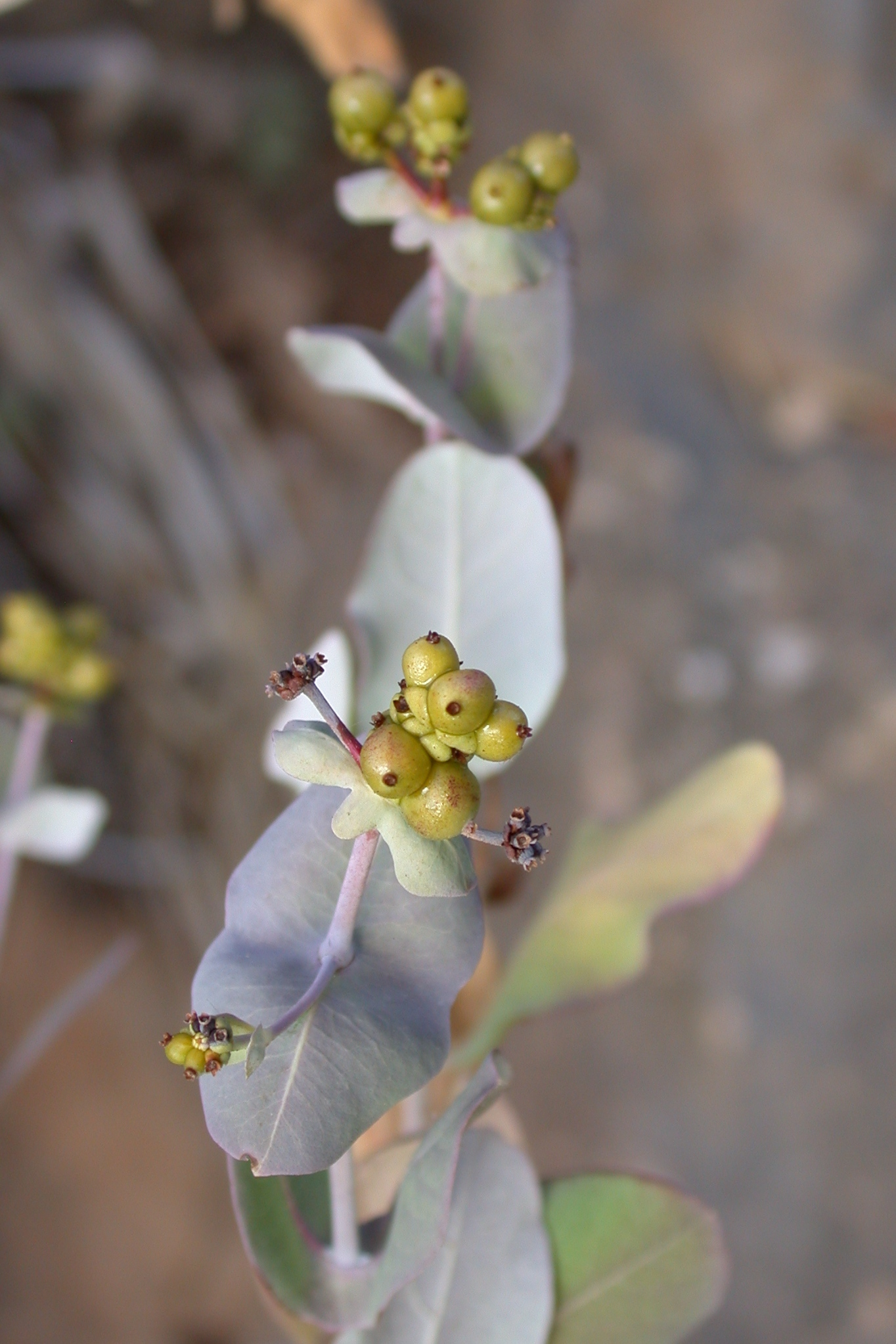
Fruto

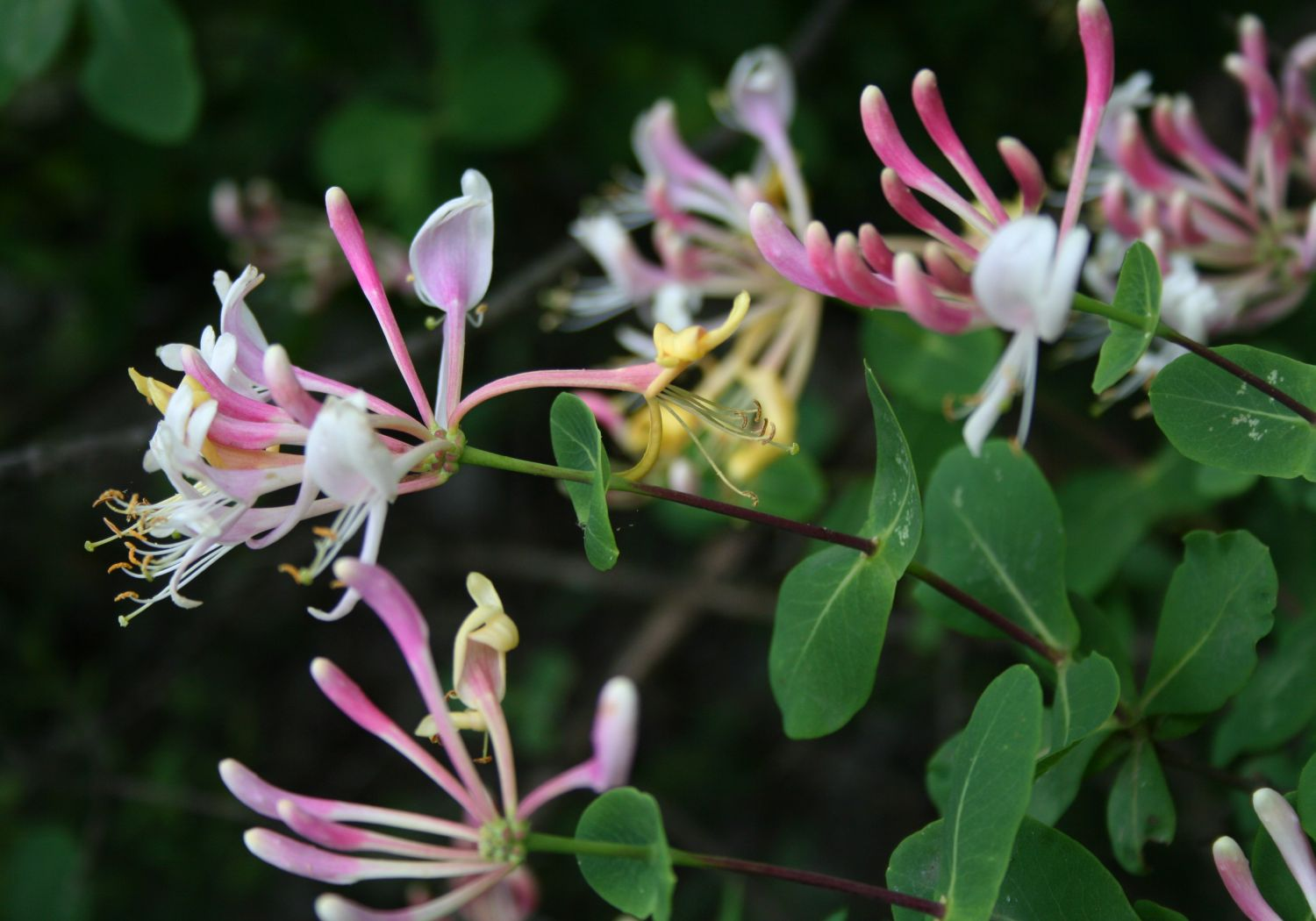
Flores

## Características
La madreselva etrusca se caracteriza, al igual que Lonicera implexa Aiton, por tener dos brácteas soldadas en la base de las inflorescencias; que son terminales (al igual que en la especie Lonicera implexa) sin embargo, se diferencia de esta en que en Lonicera etrusca las inflorescencias son pedunculadas (presentan un tallo) y suelen aparecer en grupos de 3.
Las hojas inferiores no se sueldan aunque pueden aparecer ausentes de peciolo, y si aparece; este es muy corto.
El aspecto de sus hojas es redondeado, lo que le diferencia de otras especies de Lonicera con las que suele convivir, como Lonicera periclymenum, con las hojas pecioladas y más alargadas.
El color de las flores varía de rosa (antes de abrirse) a amarillo-anaranjado (blanco en algunas variedades); y su olor es muy penetrante y característico.
Su fruto son bayas rojizas, que aparecen al final de un pedúnculo. Son tóxicas para el ser humano.

## Distribución
Suele aparecer en bosques abiertos, con un cierto grado de humedad. Tiene una amplia distribución por las zonas templadas, especialmente en el sur de Europa. Suele aparecer asociada a otras especies del género Lonicera, especialmente Lonicera implexa.[cita requerida]

## Proyectos de recuperación
Pese a no estar en peligro, su hábitat si se ha visto influido por algunas especies invasoras.
En España, la planta Lonicera japonica Thunb. ex Murray, originaria de Japón y cultivada en jardines y naturalizada en amplias zonas de la península; se ha catalogado de invasora y en algunos municipios se retira y sustituye por especies autóctonas de Lonicera, como Lonicera etrusca.

## Taxonomía
Lonicera etrusca fue descrito por Édouard Spach y publicado en Histoire Naturelle des Végétaux. Phanérogames 10: 304. 1841.
Etimología
Lonicer: nombre genérico otorgado en honor de Adam Lonitzer (1528-1586), un médico  y botánico alemán, notable por su revisada versión de 1557 del herbario del famoso Eucharius Rösslin (1470 – 1526)
etrusca: epíteto geográfico que alude a su localización en Etruria.

## Sinonimia
- Lonicera etrusca var. glabra Lowe
- Lonicera saxatilis Mazziari [1834]
- Lonicera perfoliata Edwards [1857]
- Lonicera implexa subsp. adenocarpa (Guss.) Arcang. [1882]
- Lonicera glabra (Lowe) Pau [1923]
- Lonicera etrusca var. rotundifolia Cariot & St.-Lag. [1889]
- Lonicera etrusca var. pubescens Dippel [1889]
- Lonicera etrusca var. parviflora Vayr. [1880]
- Lonicera dimorpha Tausch [1838]
- Lonicera cyrenaica Viv. [1824]
- Lonicera celtiberica Pau [1895]
- Caprifolium dimorphum (Tausch) Kuntze [1891]
- Caprifolium etruscum (Santi) Schult.[3]

## Nombre común
- Castellano: camisicas de la Virgen, caprifolio, chupamiel, madreselva, madreselva horadada, madreselva morisca, manitas de la Virgen, manos de Dios, mariselva, parra silvestre, pata de cabra, suegra y nuera, zapatillas de la Virgen. Català: Lligabosc. Altoaragonés: chuntamanetas, herba de cherrinas de gat, matacrabits, pata de gallo, pebera, pebet de Dios, salbamans, zapatera. Aragonés: chuntamanetas, madreselba, madreselva, pata de gallo, pebera, pebet de Dios, pegués de Dios, suegra y nuera, yerba de cherrinas de gat, zapatera.[4]